# Ossian Ray
Ossian Ray, född 13 december 1835 i Hinesburg i Vermont, död 28 januari 1892 i Lancaster i New Hampshire, var en amerikansk politiker (republikan). Han var ledamot av USA:s representanthus 1881–1885.
Kongressledamot Evarts Worcester Farr avled 1880 i ämbetet och efterträddes 1881 av Ray som var kvar i representanthuset fram till år 1885.
Ray är begravd på Summer Street Cemetery i Lancaster i New Hampshire.